# Jeanne Reyneke van Stuwe
Jeanne Henriette Reine Kloos - van Stuwe, vooral bekend als Jeanne Reyneke van Stuwe (Soerakarta, Java, 1 september 1874 - Den Haag, 24 juli 1951) was een Nederlandse schrijfster.

## Familie
Haar ouders waren de KNIL-luitenant-kolonel Hendrik Wilhelm Carel Reyneke van Stuwe en Johanna Maria Wilhelmina de Jong. In de familie gaf men meerdere kinderen Reyneke als laatste voornaam. Bij rechterlijk vonnis in 1876 had Jeannes vader het recht verkregen om deze voornaam aan te nemen. Vervolgens liet hij zich Reyneke van Stuwe noemen, alsof hij een dubbele achternaam had.
Haar zuster Jacqueline Pierrette (1871-1955) was ook schrijfster, onder het pseudoniem Eline van Stuwe.

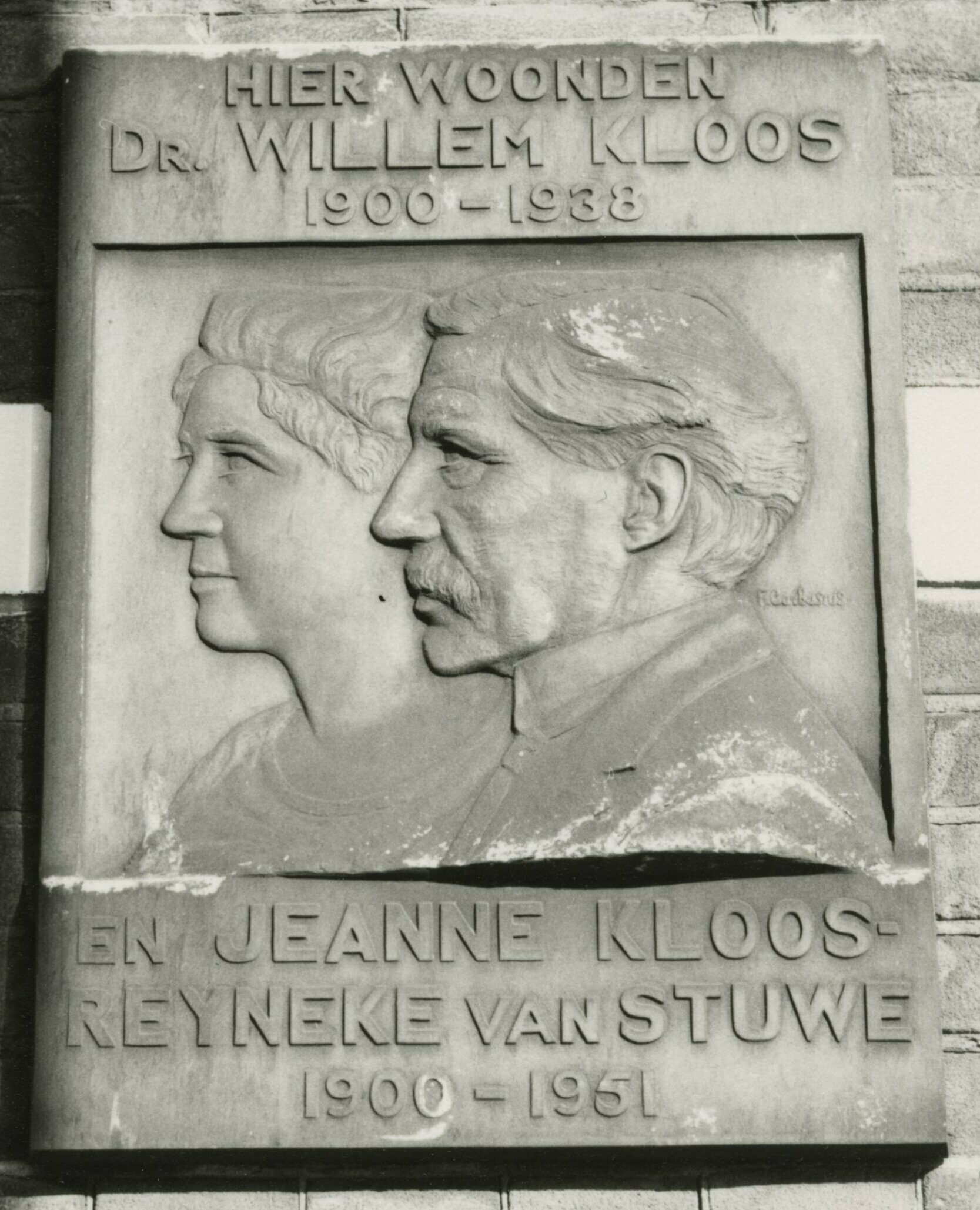
Plaquette Dr. Willem Kloos en Jeanne Kloos-Reyneke van Stuwe van Fransje Carbasius

## Levensloop
Op 4 januari 1900 huwde zij met de dichter en letterkundige Willem Kloos. In datzelfde jaar richtte zij het Letterkundig maandblad voor dames "Arcadia" op, dat na zes nummers verdween. Zij ging toen publiceren in het Artistiek weekblad voor Nederland "De Hofstad" en Kloos nam haar op in de redactie van het literair tijdschrift De Nieuwe Gids. Daarin verschenen van haar hand talloze besprekingen van romans (vooral van vrouwelijke auteurs) en kinderboeken, onder meer in de rubriek Feiten en Fantasieën. Hoewel zij van 1908 tot 1938 geen deel uitmaakte van de redactie, was zij ook in die jaren als medewerkster aan De Nieuwe Gids verbonden en oefende zij invloed uit "achter de schermen" (ook de titel van een controversieel artikel dat zij schreef in 1929). Na Kloos' dood in 1938 leidde zij samen met de rijke, Duitsgezinde en antisemitische publicist Alfred Haighton de redactie van De Nieuwe Gids. Hierdoor kwam het tijdschrift in nationaalsocialistisch vaarwater terecht, totdat het in 1943 werd opgeheven.

## Werk
Jeanne Reyneke van Stuwe publiceerde de derde sonnettenkrans in het Nederlands, in haar dichtbundel Impressies (1898). Zij publiceerde een groot aantal romans, vaak tweedelig en ondergebracht in grote romancycli. In de 16-delige cyclus Zijden en Keerzijden (1905-20) gaf zij een beeld van vele aspecten van het leven in Den Haag. Een tweede cyclus was Roman van vrouwenleven (5 titels, 1921-26). Zij bewonderde de naturalistische romans van Émile Zola en volgde die nauwgezet na, maar het gehalte van haar 'societyromans' was wisselend en kwam zelden uit boven dat van lectuur, al werd zij ook wel gewaardeerd in literaire kringen. In het in 1927 verschenen Liefdesbrieven (700 pagina's) zijn de tussen haar en Willem Kloos gewisselde brieven opgenomen.
Hoewel zij als romancière zeer populair was geweest, was na de Tweede Wereldoorlog de belangstelling voor haar oeuvre van ongeveer 60 romans volledig weggeëbd. Zij publiceerde nog twee boeken over haar echtgenoot en de Tachtigers, maar ook die deelden in het algemene gebrek aan interesse.

## Werkenlijst (selectie)

#### Romans
- De Heer van de State, 1898.
- Hartstocht, 1899
- Tragische levens, 1900
- De loop der dingen, 1902
- Ik, 1904
- Huize Ter Aar, 1905
- Arl, 1907
- Vrije kracht. Uit het leven van Odilia Berghem, medisch studente, 1909.
- Stemmingen, 1910
- Naar het levend model. De kinderen van Huize Ter Aar, 1911
- Liefde's schijn, 1912
- Gelukkige menschen, 1913
- Haagsch schimmenspel, 1915
- De groote voltige, 1915
- Met den handschoen, 1915
- Câline, 1916
- Durate, 1917
- IJdelheid der ijdelheden, 1917
- Circus-leven, 1917
- Het gevleugelde wiel, 1918
- Alarm! Militaire roman, 1919
- In 's heiligen Bureaucratius' rijk, 1920
- De man in 't spel, 1921
- De comédie der liefde, 1922
- De Frivola's. Danseuses fantaisistes, 1924
- De onbluschbare vlam, 1925
- Pandora's doos, 1926
- Succes. Roman uit de groot-industrie, 1926
- Krach. Roman uit de handelswereld, 1927
- Het huwelijksduel. Een roman van den strijd der sexen, 1929
- De roman der getrouwde vrouwen. Een studie van huwelijksleven, 1931
- Emma, de bruid. Een psychologische roman, 1932
- 's Menschen vijand, 1934
- De seizoenen der ziel. Psycho-analytische roman, 1937

#### Toneel
- Judith. Drama in drie bedrijven of vier tableau's, 1903

#### Poëzie
- Impressies, 1898
- Verzen, 1899

#### Dagboeken
- Zestien, 1904
- Jeugd, 1927
- Een vrouwenbiecht, 1928
- Vijftien, 1929

#### Met Willem Kloos
- Liefdesbrieven gewisseld tusschen Willem Kloos en Jeanne Reyneke van Stuwe van Juni 1898 tot 7 September 1899, 1927

#### Over Willem Kloos
- Het menschelijke beeld van Willem Kloos, 1947, met nawoord door Lodewijk van Deyssel
- De Waarheid, 1949

#### Vertalingen
- Henry David Thoreau, Walden. Met een voorwoord van Dr. Fred. van Eeden en een inleiding van W.H. Dircks. Uit het Amerikaansch vertaald door Suze de Jongh van Damwoude. Bussum, Grentzebach, 1902. Onder pseudoniem vertaald door Jeanne Reyneke van Stuwe.
- Joseph C. Lincoln, Een weldoener. Gouda, Johan Mulder's Uitgeversmaatschappij, jaar onbekend